# Hertog van Rothes
Hertog van Rothes (Engels: Duke of Rothes) is een Schotse adellijke titel. 
De titel hertog van Rothes werd gecreëerd in 1680 door Karel II voor John Leslie, 7e graaf van Rothes. De eerste hertog overleed in 1681 zonder mannelijke erfgenaam, zodat de titel weer verviel.

## Hertog van Rothes (1680)
- John Leslie, 1e hertog van Rothes (1680–1681)